# Copionodon

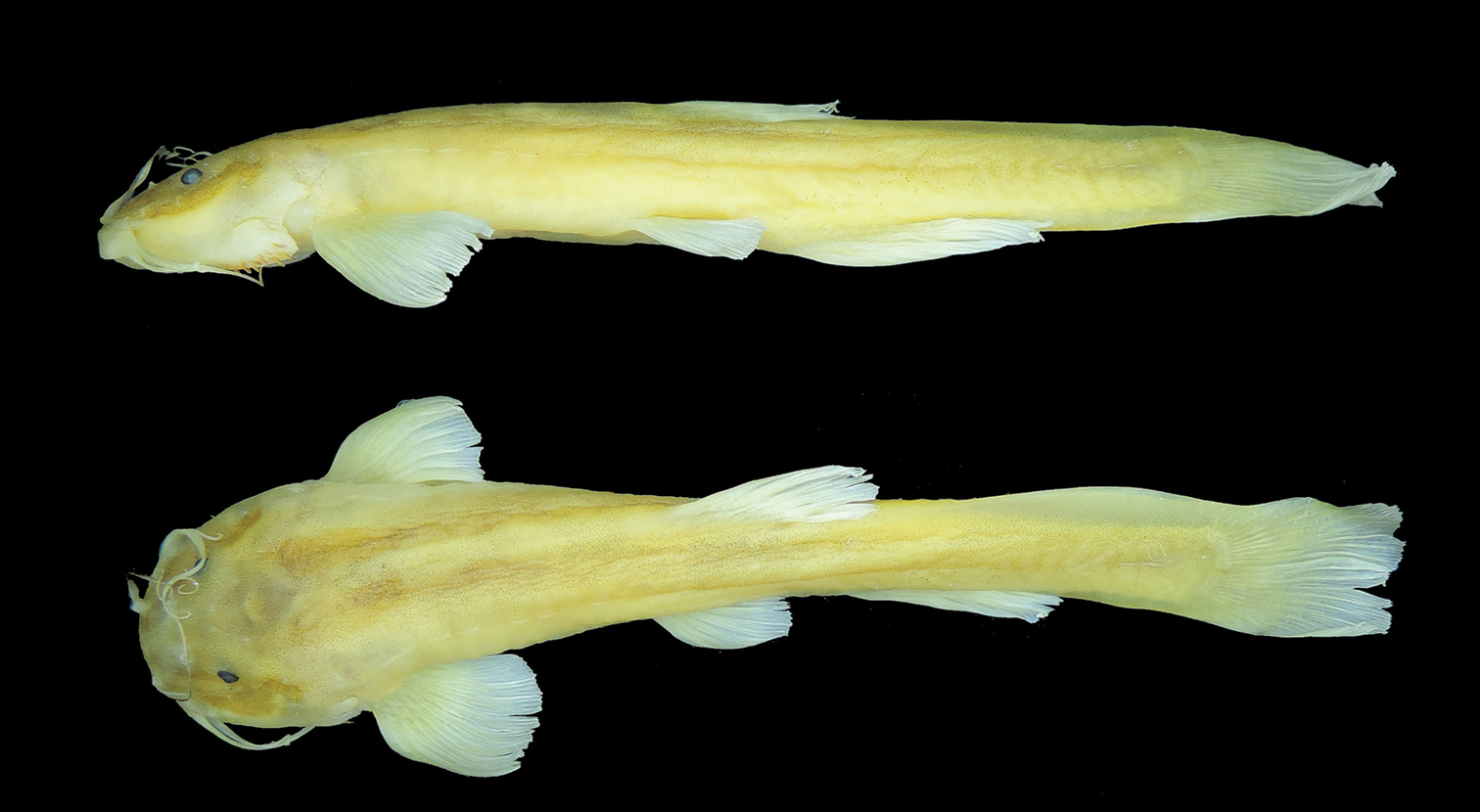
Fotografía de Copionodon.

Copionodon es un género de bagres de la familia Trichomycteridae.

## Especies
Actualmente hay tres especies reconocidas en este género:
- Copionodon lianae Campanario & de Pinna, 2000
- Copionodon orthiocarinatus de Pinna, 1992
- Copionodon pecten de Pinna, 1992

## Distribución
C. orthiocarinatus y C. pecten se originan en el río Mucujê, un afluente del río Paraguaçu en Bahía, Brasil. C. lianae se origina en el río Grisante, afluente del río Mucujê.

## Descripción
Las especies de Copionodon crecen hasta alrededor de 3,8 a 6,2 cm (SL).